# 第39普通科連隊
第39普通科連隊（だいさんじゅうきゅうふつうかれんたい、JGSDF 39th Infantry Regiment）は、陸上自衛隊弘前駐屯地（青森県弘前市）に駐屯する第9師団隷下の普通科連隊である。

## 概要
1962年（昭和37年）8月に第5普通科連隊の一部を基幹として八戸駐屯地に新編され、1968年（昭和43年）3月に弘前駐屯地に移駐した。
連隊長は、1等陸佐（二）をもって充てられ、弘前駐屯地司令を兼ねる。連隊本部、本部管理中隊、4個普通科中隊および重迫撃砲中隊から編成される。

## 沿革
第39普通科連隊
- 1962年（昭和37年）8月15日：第9師団編成に伴い、第39普通科連隊が第5普通科連隊を母体に本部管理中隊、4個普通科中隊および重迫撃砲中隊の編成で八戸駐屯地に新編。
- 1968年（昭和43年）3月25日：第39普通科連隊が八戸駐屯地から弘前駐屯地に移駐。弘前駐屯地司令職務指定部隊となる。
- 1990年（平成02年）3月26日：第9師団の近代化改編により、自動車化連隊へ改編。
- 2010年（平成22年）
  - 3月26日：部隊改編

  1. ゲリラ・コマンド対処型連隊へ改編（96式装輪装甲車、89式5.56mm小銃、01式軽対戦車誘導弾が配備）[1]。
  2. 後方支援体制変換に伴い、整備部門を第9後方支援連隊第2整備大隊第3普通科直接支援中隊へ移管。

  - 8月29日：自衛隊ハイチPKO派遣の第3次隊として連隊長以下が出国（不在間の駐屯地司令職務は弘前駐屯地業務隊長が担任）。
- 2019年（令和元年）11月4日 - 9日：部隊訓練評価隊との対抗戦にて、史上初となる「総合的に評価した結果、対抗部隊を撃破」の評価を勝ち取り、事実上の勝利判定を獲得した[2]。

## 部隊編成
- 第39普通科連隊本部
- 本部管理中隊「39普-本」
  - 中隊本部
  - 連隊本部班：82式指揮通信車
  - 情報小隊：軽装甲機動車、偵察用オートバイ
  - 施設作業小隊：小型ドーザ、資材運搬車
  - 通信小隊
  - 補給小隊：3 1/2tトラック
  - 衛生小隊：1トン半救急車
  - 狙撃班
- 第1普通科中隊「39普-1」：高機動車、81mm迫撃砲 L16、01式軽対戦車誘導弾
- 第2普通科中隊「39普-2」：高機動車、81mm迫撃砲 L16、01式軽対戦車誘導弾
- 第3普通科中隊「39普-3」：高機動車、81mm迫撃砲 L16、01式軽対戦車誘導弾
- 第4普通科中隊「39普-4」：高機動車、81mm迫撃砲 L16、01式軽対戦車誘導弾
- 重迫撃砲中隊「39普-重」：120mm迫撃砲 RT

## 整備支援部隊
- 第9後方支援連隊第2整備大隊第3普通科直接支援中隊「9後支-2整-3」（弘前駐屯地）：2010年（平成22年）3月26日から

## 主要幹部
| 官職名                             | 階級    | 氏名   | 補職発令日     | 前職                                 |
| ---------------------------------- | ------- | ------ | -------------- | ------------------------------------ |
| 第39普通科連隊長 兼 弘前駐屯地司令 | 1等陸佐 | 田村徹 | 2025年08月01日 | 陸上幕僚監部人事教育部厚生課厚生班長 |

| 代 | 氏名       | 在職期間                        | 前職                                                            | 後職                                      |
| -- | ---------- | ------------------------------- | --------------------------------------------------------------- | ----------------------------------------- |
| 01 | 井上善高   | 1962年08月15日 - 1964年07月15日 | 第5普通科連隊付                                                 | 自衛隊徳島地方連絡部長                    |
| 02 | 川上進     | 1964年07月16日 - 1966年07月15日 | 陸上幕僚監部付                                                  | 北部方面総監部第4部長                     |
| 03 | 三谷博太郎 | 1966年07月16日 - 1969年07月15日 | 陸上幕僚監部付                                                  | 第6師団副師団長 兼 神町駐とん地司令       |
| 04 | 大辻隆三   | 1969年07月16日 - 1971年07月15日 | 陸上幕僚監部付                                                  | 防衛大学校訓練部訓練課長                  |
| 05 | 平川宏     | 1971年07月16日 - 1973年07月15日 | 第5師団司令部第3部長                                            | 陸上幕僚監部第5部訓練演習班長             |
| 06 | 小田安生   | 1973年07月16日 - 1975年07月15日 | 第6戦車大隊長 兼 大和駐とん地司令                               | 統合幕僚学校教育課教務班長                |
| 07 | 山田尚志   | 1975年07月16日 - 1977年07月31日 | 陸上幕僚監部第2部見積班長                                       | 中央資料隊長                              |
| 08 | 宮崎文嘉   | 1977年08月01日 - 1979年03月15日 | 陸上幕僚監部総務課付                                            | 東北方面総監部総務部長                    |
| 09 | 折原啓     | 1979年03月16日 - 1981年03月15日 | 陸上自衛隊富士学校普通科部 研究課長                             | 西部方面総監部人事部長                    |
| 10 | 雀ヶ野環   | 1981年03月16日 - 1983年03月15日 | 陸上幕僚監部人事部人事計画課 予備自衛官班長                     | 陸上幕僚監部装備部装備計画課長            |
| 11 | 松山省二   | 1983年03月16日 - 1985年08月07日 | 空挺教育隊長                                                    | 習志野駐屯地業務隊長                      |
| 12 | 米原光郎   | 1985年08月08日 - 1987年07月06日 | 陸上幕僚監部人事部人事計画課 企画班長                           | 陸上幕僚監部調査部調査第1課長             |
| 13 | 大越兼行   | 1987年07月07日 - 1988年07月06日 | 陸上幕僚監部調査部付                                            | 北部方面総監部幕僚副長 （陸将補昇任）     |
| 14 | 村崎浩     | 1988年07月07日 - 1991年03月31日 | 陸上幕僚監部調査部調査第1課 企画班長                            | 陸上自衛隊幹部学校主任教官                |
| 15 | 先崎一     | 1991年04月01日 - 1992年06月15日 | 陸上幕僚監部教育訓練部訓練課 演習班長                           | 陸上幕僚監部防衛部防衛課長                |
| 16 | 桐淵定訓   | 1992年06月16日 - 1994年07月31日 | 陸上幕僚監部教育訓練部教育課 教育班長                           | 陸上自衛隊富士学校普通科部 教育課長       |
| 17 | 布村修     | 1994年08月01日 - 1997年07月31日 | 陸上幕僚監部人事部補任課 人事第2班長                            | 陸上自衛隊幹部学校主任教官                |
| 18 | 永井博     | 1997年08月01日 - 1999年11月30日 | 陸上幕僚監部監理部総務課監理班長                                | 中央システム管理隊長                      |
| 19 | 出口堅     | 1999年12月01日 - 2002年07月31日 | 陸上自衛隊幹部学校学校教官                                      | 自衛隊栃木地方連絡部長                    |
| 20 | 落合直巳   | 2002年08月01日 - 2004年07月31日 | 陸上自衛隊富士学校主任教官                                      | 陸上自衛隊幹部候補生学校学生隊長          |
| 21 | 加藤利幸   | 2004年08月01日 - 2005年12月04日 | 陸上幕僚監部付                                                  | 東北方面総監部調査部長                    |
| 22 | 長谷川光成 | 2005年12月05日 - 2007年07月31日 | 陸上自衛隊研究本部研究員                                        | 陸上自衛隊富士学校普通科部 教育課長       |
| 23 | 本松敬史   | 2007年08月01日 - 2009年03月23日 | 陸上幕僚監部人事部補任課 人事第1班長                            | 陸上幕僚監部人事部人事計画課長            |
| 24 | 吉田圭秀   | 2009年03月24日 - 2010年03月28日 | 陸上幕僚監部防衛部防衛課 業務計画班長                           | 陸上幕僚監部防衛部防衛課長                |
| 25 | 佐々木俊哉 | 2010年03月29日 - 2012年03月29日 | 陸上自衛隊研究本部研究員                                        | 中央即応集団司令部防衛部長                |
| 26 | 鳥海誠司   | 2012年03月30日 - 2013年08月21日 | 陸上幕僚監部運用支援・情報部 運用支援課企画班長                 | 陸上幕僚監部運用支援・情報部 運用支援課長 |
| 27 | 平澤達也   | 2013年08月22日 - 2015年08月03日 | 陸上幕僚監部運用支援・情報部 情報課地域情報班長                 | 中部方面総監部情報部長                    |
| 28 | 松村康紀   | 2015年08月04日 - 2017年07月31日 | 第11旅団司令部第3部長                                           | 中部方面指揮所訓練支援隊長                |
| 29 | 北島一     | 2017年08月01日 - 2018年07月31日 | 陸上幕僚監部人事教育部補任課 人事第1班長                        | 統合幕僚監部運用部運用第2課長             |
| 30 | 木原邦洋   | 2018年08月01日 - 2021年03月14日 | 北部方面総監部防衛部防衛課長                                    | 陸上自衛隊教育訓練研究本部 主任訓練評価官 |
| 31 | 天内明弘   | 2021年03月15日 - 2023年03月29日 | 陸上幕僚監部人事教育部補任課 人事第1班長                        | 陸上幕僚監部人事教育部 人事教育計画課長   |
| 32 | 萱沼文洋   | 2023年03月30日 - 2025年07月31日 | 統合幕僚学校教育課第2教官室学校教官 兼 国際平和協力センター勤務 | 北部方面指揮所訓練支援隊長                |
| 33 | 田村徹     | 2025年08月01日 -                | 陸上幕僚監部人事教育部厚生課厚生班長                            |                                           |

## 主要装備
- 96式装輪装甲車
- 軽装甲機動車
- 高機動車
- 1/2tトラック / 73式小型トラック
- 1 1/2tトラック / 73式中型トラック
- 3 1/2tトラック / 73式大型トラック

- 89式5.56mm小銃
- ミニミ軽機関銃
- M24対人狙撃銃　レミントン M24 SWS
- 01式軽対戦車誘導弾
- 81mm迫撃砲 L16
- 120mm迫撃砲 RT

## 過去の装備品
- 60式106mm無反動砲

## 警備隊区
- 外ヶ浜町、今別町、蓬田村、中泊町、五所川原市、つがる市、鰺ヶ沢町、深浦町、鶴田 町、板柳町、藤崎町、田舎館村、黒石市、平川市、大鰐町、弘前市、西目屋村[6]

## 廃止（改編）部隊
- 2010年（平成22年）3月25日廃止
  - 第39普通科連隊本部管理中隊管理整備班「39普-本」（弘前駐屯地）：第9後方支援連隊第2整備大隊第3普通科直接支援中隊へ移管。

## 関連記事
第5普通科連隊 / 第21普通科連隊